# Instituto de Avaliação Educativa
O Instituto de Avaliação Educativa, I.P., ou simplesmente IAVE, é um instituto público sob a tutela do Ministério da Educação português que tem por função principal a conceção de instrumentos de avaliação dos conhecimentos e capacidades dos alunos dos ensinos básico e secundário.
O IAVE, criado em 2013, sucedeu ao Gabinete de Avaliação Educacional, ou GAVE, criado em 1997.